# 汇泉广场
汇泉广场是中国山东省青岛市市南区的一个广场，基本呈圆形，面积约13.43公顷，位于汇泉湾北岸，南到滨海的南海路，毗邻第一海水浴场；北到柞山路，毗邻中山公园以及太平山；东到武昌路，毗邻天泰体育场及八大关风景区。
汇泉广场本身以文登路为界，分南北两部分，路中设有地铁汇泉广场站。北部为大型草坪广场，南部为音乐喷泉广场，以及体育场、体育馆和汇泉王朝大酒店。
汇泉广场在德国租借时期开辟，初为练兵场，后改跑马场。1933年，广场东侧开建青岛市第一体育场。1945年10月25日，驻青岛美军及国民政府曾在此举行日军受降仪式。1949年以后，广场北部分改为政治集会广场。1990年代，改建音乐喷泉广场，并陆续建成青岛体育馆等大型建筑。